# Jouars-Pontchartrain
Jouars-Pontchartrain este o comună franceză, situată în departamentul Yvelines, în regiunea Île-de-France.

## Geografie

### Comune limitrofe
| Villiers-Saint-Frédéric Neauphle-le-Vieux | Neauphle-le-Château | Plaisir   |
| Le Tremblay-sur-Mauldre                   |                     | Élancourt |
| Saint-Rémy-l'Honoré Coignières            |                     | Maurepas  |

## Hidrografie
Teritoriul său este irigat de râul Mauldre, al cărui curs, orientat sud-nord, urmează limita de est a comunei și primește, în parcul castelului, pârâul Élancourt, a cărui derivare alimentează iazul acestuia. Acest pârâu, orientat est-vest, este îmbogățit puțin în amonte de pârâul Maurepas, care i se alătură la Chennevières.

### Clima
În 2010, clima din comuna Jouars-Pontchartrain era de tip oceanic al câmpiilor din Centru și de Nord, conform unui studiu a CNRS care se baza pe o serie de date care acoperă perioada 1971-2000. În 2020, Météo-France a publicat o tipologie a climei din Franța metropolitană în care comuna este expusă la un climat oceanic și se încadrează în regiunea climatică sud-vestică a bazinului parizian, caracterizată prin precipitații scăzute, în special în primăvară (120 până la 150 mm) și un iarnă rece (3,5 °C).
Pentru perioada 1971-2000, temperatura medie anuală este de 11 °C, cu o amplitudine termică anuală de 14,8 °C. Cantitatea medie anuală de precipitații este de 685 mm, cu 11,3 zile de precipitații în ianuarie și 8,1 zile în iulie. Pentru perioada 1991-2020, temperatura medie anuală observată la stația meteorologică cea mai apropiată, situată în comuna Trappes la 9 km distanță în linie dreaptă, este de 11,6 °C, iar cantitatea medie anuală de precipitații este de 686,3 mm. Pentru viitor, parametrii climatici estimati pentru comuna Bonnières-sur-Seine pentru anul 2050, conform diferitelor scenarii de emisii de gaze cu efect de seră, pot fi consultati pe un site dedicat publicat de Météo-France în noiembrie 2022.

## Urbanism

### Tipologie
La 1 ianuarie 2024, Jouars-Pontchartrain este clasificată drept centură urbană, conform noii grile de densitate comunală cu șapte niveluri definită de INSEE (Institutul Național de Statistică și Studii Economice) în 2022. Face parte din unitatea urbană a Parisului, o aglomerație interdepartamentală ce cuprinde 407 comune, dintre care aceasta este o comună suburbană. De asemenea, comuna face parte din zona metropolitană a Parisului, fiind o comună din coroana acestei zone. Această zonă cuprinde 1.929 de comune.

### Căi de comunicație și transport

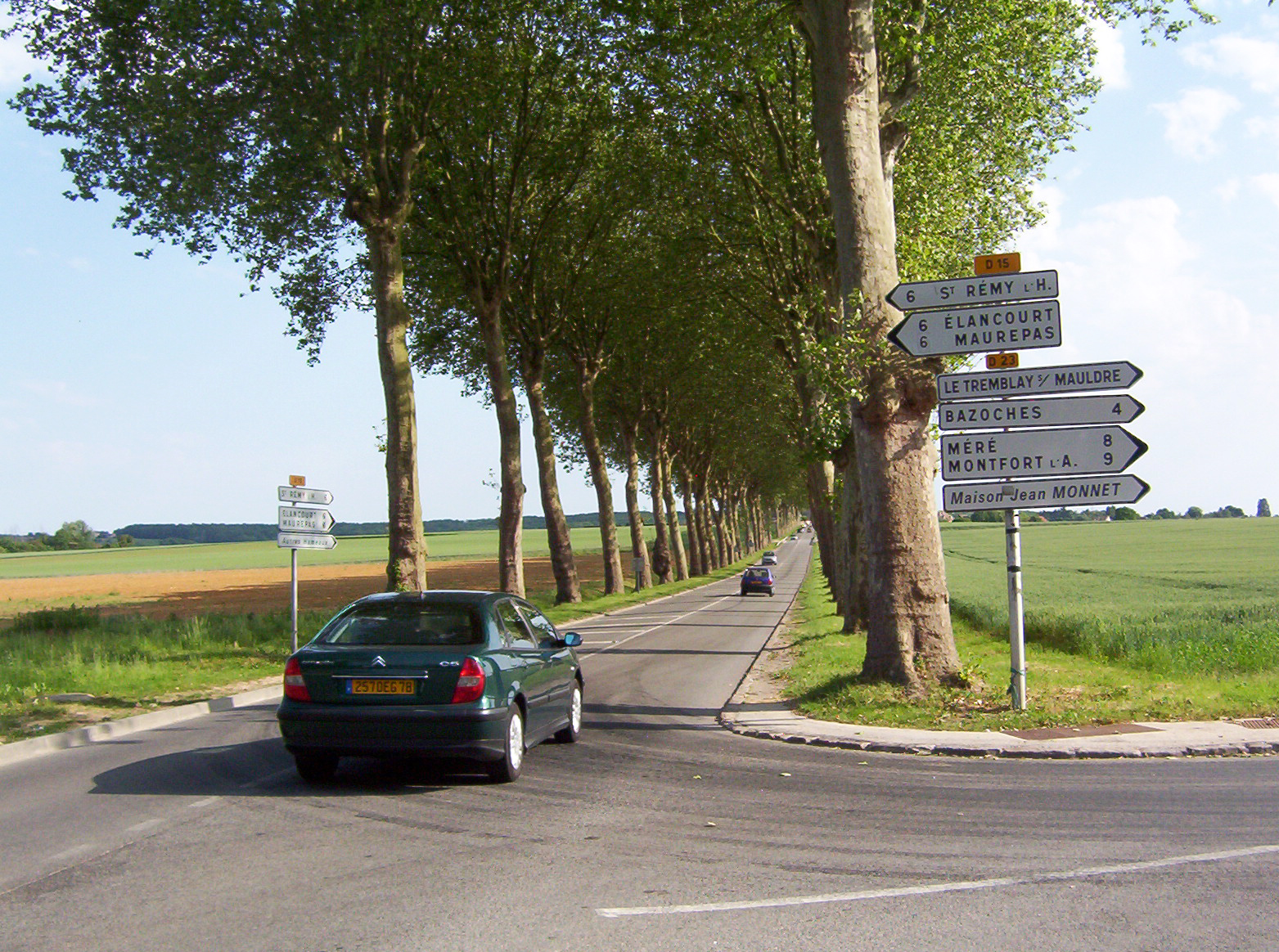
RD 15, ieșind din Pontchartrain în direcția Jouars, trece în apropierea sitului arheologic Diodurum.

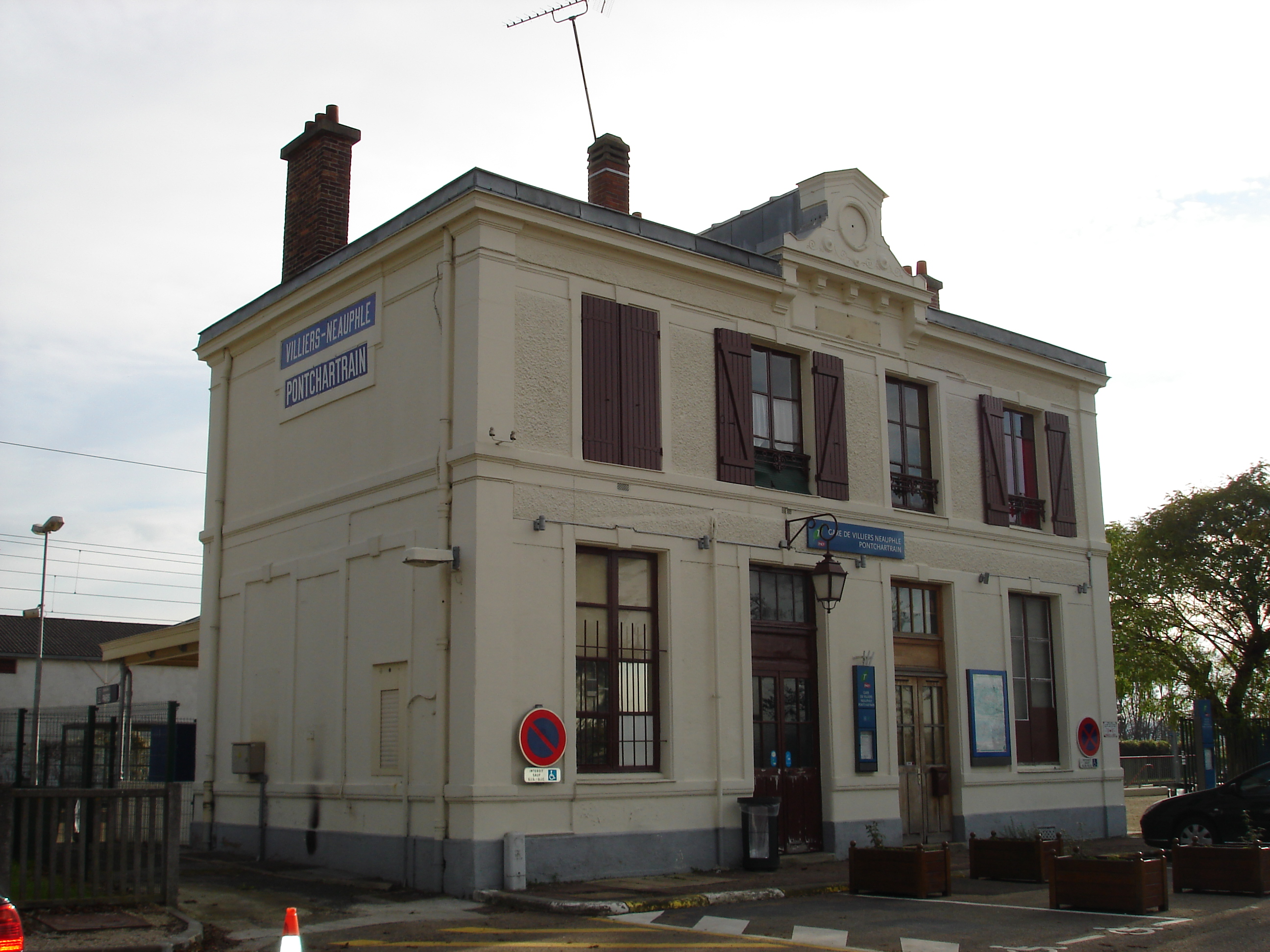
Gara Villiers - Neauphle - Pontchartrain

#### Rețeaua rutieră
Legătura rutieră este asigurată în principal de drumul național 12, care a fost deviat în 2003, evitând satul principal Pontchartrain. Devierea, cu caracteristici de autostradă, trece printr-un tunel sub Chennevières și printr-o tranșee la sud de sat și de castel. Traseul vechi a fost declasificat și a devenit drumul departamental 912.
Comuna este traversată de asemenea:
- pe axa nord-sud de RD 15 (Neauphle-le-Château - cătunul Mousseaux);
- pe axa est-vest de RD 23 (Trappes - Bazoches-sur-Guyonne);
- în cătunul Mousseaux de RD 13 (Chevreuse - Montfort-l'Amaury);
- la nivelul pădurii Sainte-Apolline, RD 134 (Neauphle-le-Château până la RN 12) servește drept limită comunală între Jouars-Pontchartrain și Plaisir.

Aleea Castelului, care leagă RD 15 de RD 912 (fost RN 12), este numerotată RD 25.

#### Transport public
Cea mai apropiată gară este gara Villiers - Neauphle - Pontchartrain, situată la 3 km, în comuna Villiers-Saint-Fréderic.

## Toponimie

### Jouars
Localitatea este menționată sub formele Joreium, Jorreyum, Jotrum în anul 1351.
Numele Jouars provine, prin evoluție fonetică romană, din Diodurum, „satul divin”, numele orașului galo-roman care se afla puțin mai la sud de aglomerația actuală, pe malul râului Mauldre.

### Pontchartrain
Numele localității este atestat sub forma latinizată [apud] Pontem Carnutensis în anii 1156 - 1157.
Este vorba de o formațiune toponimică medievală compusă din Pont-, urmat de adjectivul chartrain, semnificând „de (pe drumul spre) Chartres”. Este un fost loc numit corespunzător unui pod peste râul Mauldre, aflat pe drumul care, în antichitate și în Evul Mediu, lega Parisul de Chartres. Mai există alte trei localități numite Pontchartrain: una în comuna Brézolles (Eure-et-Loir, Decidam de Pontecharten în secolul al XII-lea), una în comuna Saint-Mard-de-Reno (Orne, apud Pontem Chartem în 1226) și una în comuna Moutiers-au-Perche (Orne), pe vechiul drum regal al Libérot. Acest tip toponimic reflectă importanța orașului episcopal Chartres în Evul Mediu.
Elementul toponimic chartrain provine din carnutum (carnotu), urmat de sufixul -anum (-anu), care a dat forma chartain, modificată ulterior în Chartrain după numele orașului, adică „pământul carnutilor”, un trib galic care ocupa regiunea Chartres și căruia i-a dat numele. De asemenea, toponimul Pontchartrain indică întotdeauna o limită teritorială între carnuți și alte triburi galice: astfel, Pontchartrain de la Jouars marca frontiera dintre carnuti și parisii.

## Istorie
Teritoriul Jouars-Pontchartrain este locuit încă din cele mai vechi timpuri. Vestigii datând din perioada neolitică au fost descoperite cu ocazia lucrărilor de deviere a drumului RN 12.
Sit-ul fermei d'Ithe, situat pe malul râului Mauldre și la vest de cătunul Jouars, dar pe teritoriul comunei Le Tremblay-sur-Mauldre, corespunde unei vechi aglomerații galo-romane numită Diodurum sau Divo durum, una dintre cele mai mari aglomerații secundare identificate în Île-de-France. Situl Diodurum a fost explorat de la mijlocul secolului al XX-lea. Datele arată că ocupă o suprafață de aproximativ 40 ha. Secvența cronologică identificată, de la începutul secolului I î.Hr. până în secolele V-VI, și conservarea excelentă a nivelurilor arheologice asociate unui context umed îl fac un sit de excepție. Așezarea se dezvoltă în valea râului Mauldre, la intersecția mai multor drumuri către alte aglomerații galo-romane: Le Vieil-Évreux, Dreux, Chartres, Orléans, Sens, Paris, Beauvais prin Les Mureaux. Este un vicus, după cum atestă un fragment de inscripție. Situat la limitele teritoriale ale carnuților, în apropiere de Gallia Belgica și având caracteristici pre-urbane, acest vicus este unul dintre candidații posibili pentru a fi locul sacru al adunării druizilor menționat de Cezar.
Dezvoltarea târgului Pontchartrain este legată de devierea în secolul al XVII-lea a drumului de la Paris la Dreux, care trecea anterior prin Neauphle-le-Château, decizie luată de contele de Maurepas, pe atunci proprietarul castelului, având ca scop facilitarea traficului prin evitarea urcușului periculos spre dealul Neauphle.
Ulterior, târgul a prosperat datorită circulației pe acest drum important al regatului.

## Populația și societatea

### Date demografice
Evoluția numărului de locuitori este cunoscută prin recensămintele populației efectuate în comuna respectivă începând din 1793. Pentru comunele cu mai puțin de 10 000 de locuitori, un recensământ al întregii populații este realizat la fiecare cinci ani, populațiile legale pentru anii intermediari fiind estimate prin interpolare sau extrapolare.
În 2021, comuna număra 5814 locuitori, în scădere cu −0,23 % față de 2015 (Yvelines: +6,17 %, Franța fără Mayotte: +1,84%).
| An        | 1793 | 1821 | 1841 | 1856 | 1876 | 1886 | 1901 | 1921 | 1936 | 1962 | 1982 | 2006 | 2014 | 2021 |
| --------- | ---- | ---- | ---- | ---- | ---- | ---- | ---- | ---- | ---- | ---- | ---- | ---- | ---- | ---- |
| Populație | 1286 | 1243 | 1490 | 1486 | 1419 | 1345 | 1350 | 1157 | 1298 | 1753 | 3774 | 5047 | 5278 | 5814 |

## Cultură locală și patrimoniu

### Locuri și monumente
- Castelul Pontchartrain[33] a fost construit în secolul al XVII-lea pentru familia Phélypeaux, dar a fost în mare parte remodelat în secolele XVIII și XIX.
- Biserica Saint-Martin[34], situată în cătunul Jouars, datează din secolul al XII-lea. Turnul clopotniță este acoperit cu o cupolă din secolul al XVII-lea.
- Gai Relais, o clădire construită în secolul al XVIII-lea, în piața Maréchal-Foch, clasată monument istoric din 2002.
- Biserica Saint-Lin, în satul Pontchartrain, datând de la începutul secolului al XX-lea.
- Monumentul eroilor.

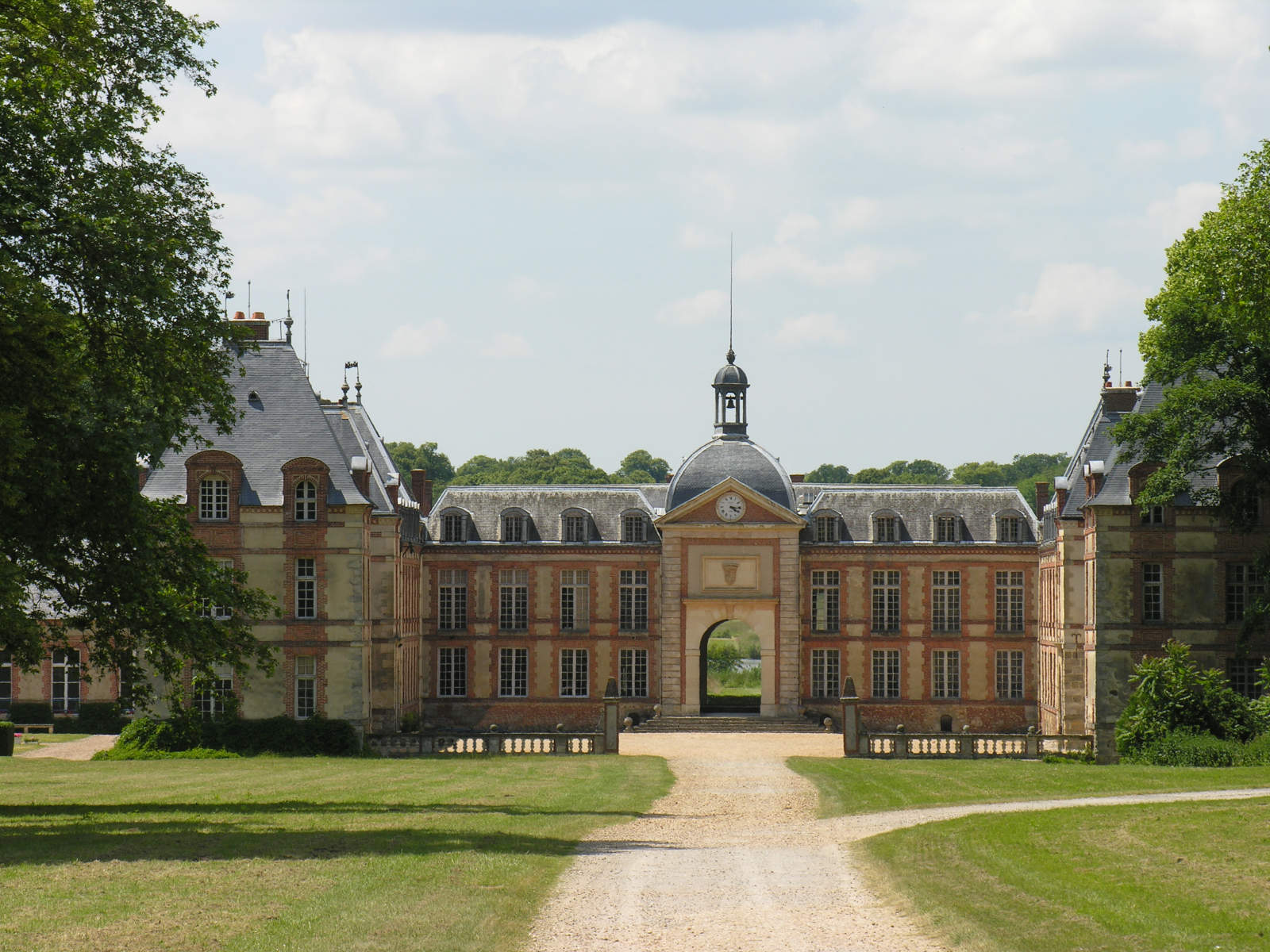
Castelul Pontchartrain
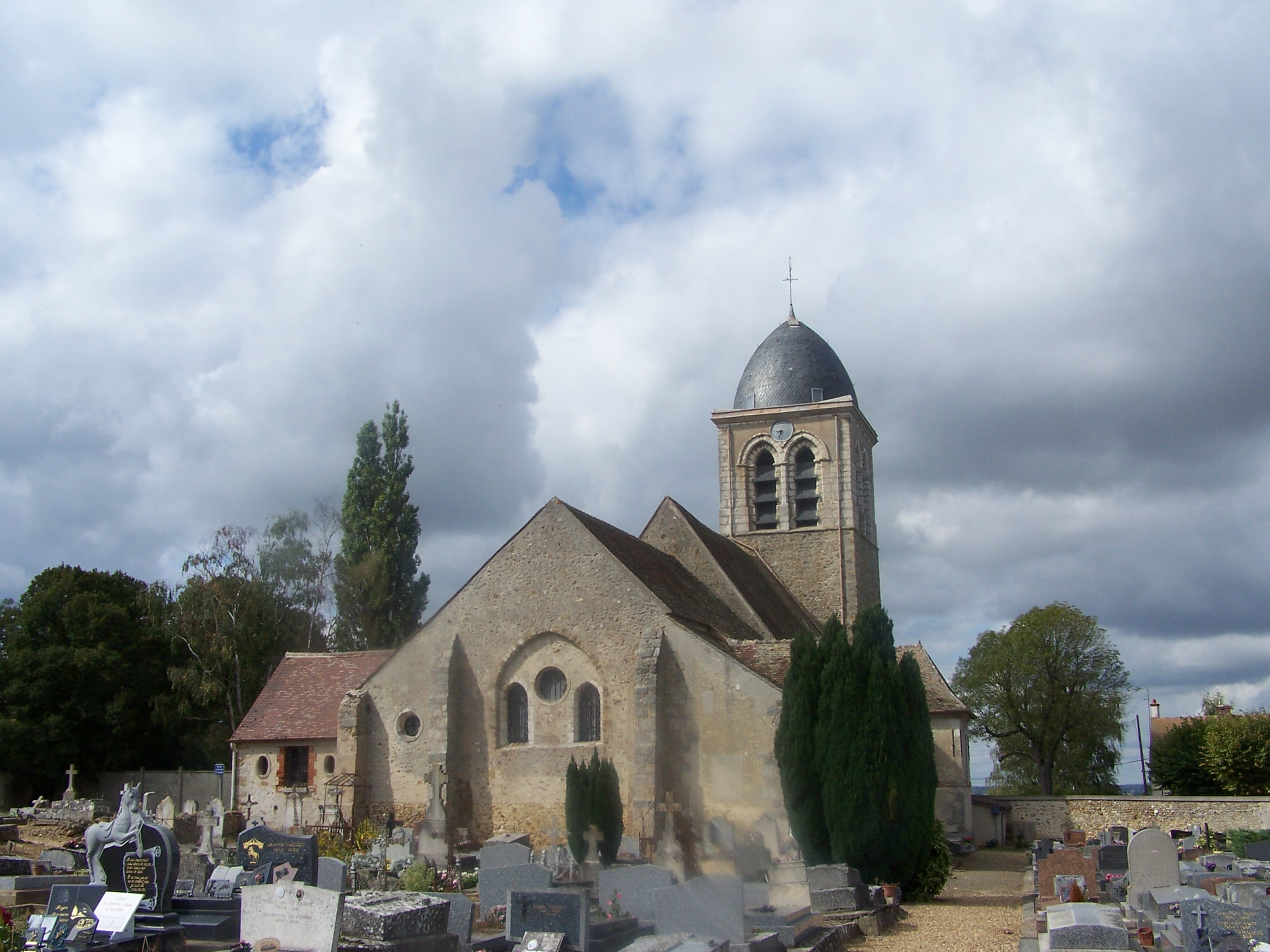
Biserica Saint-Martin din cătunul Jouars
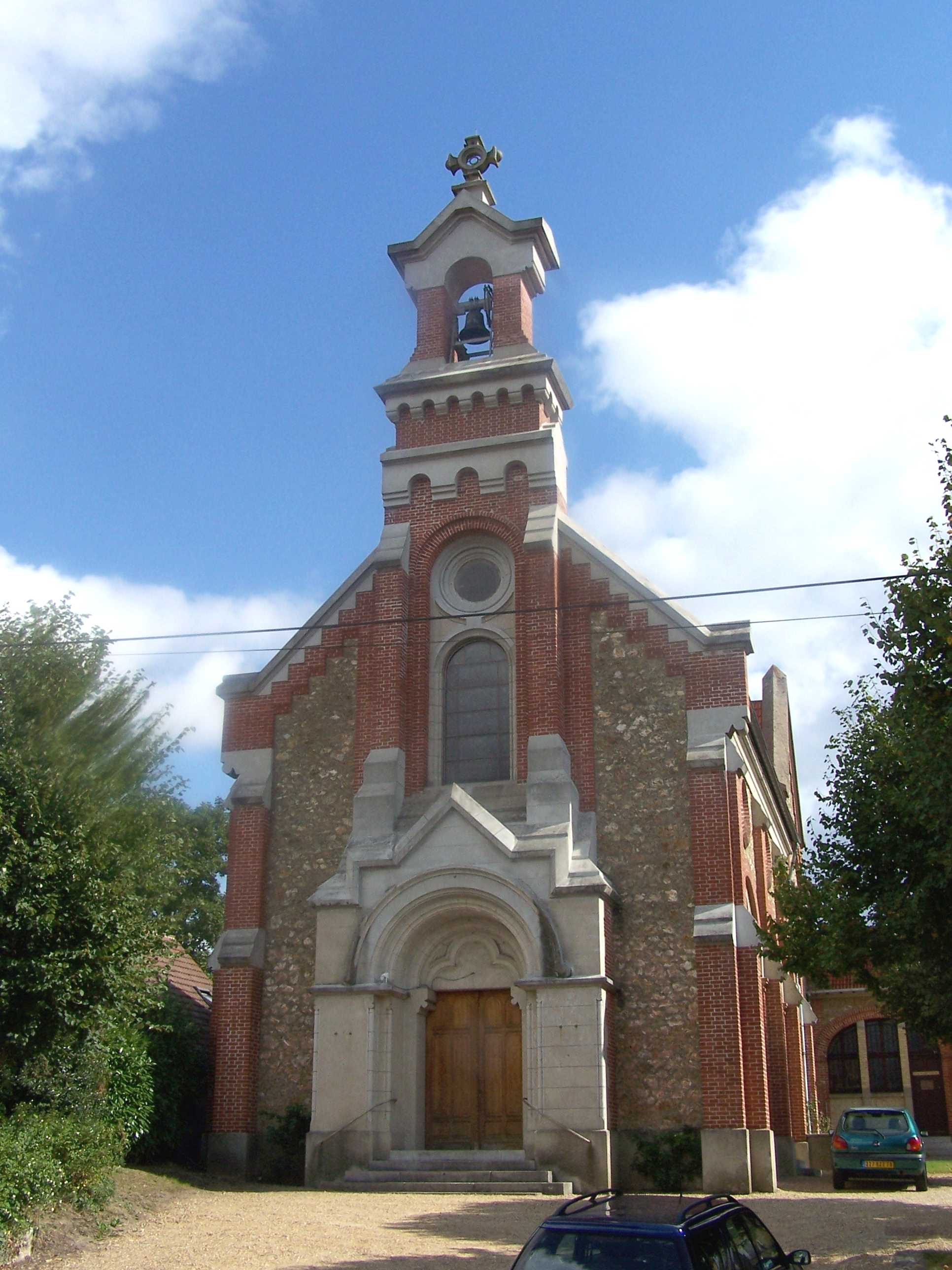
Biserica Saint-Lin din Pontchartrain
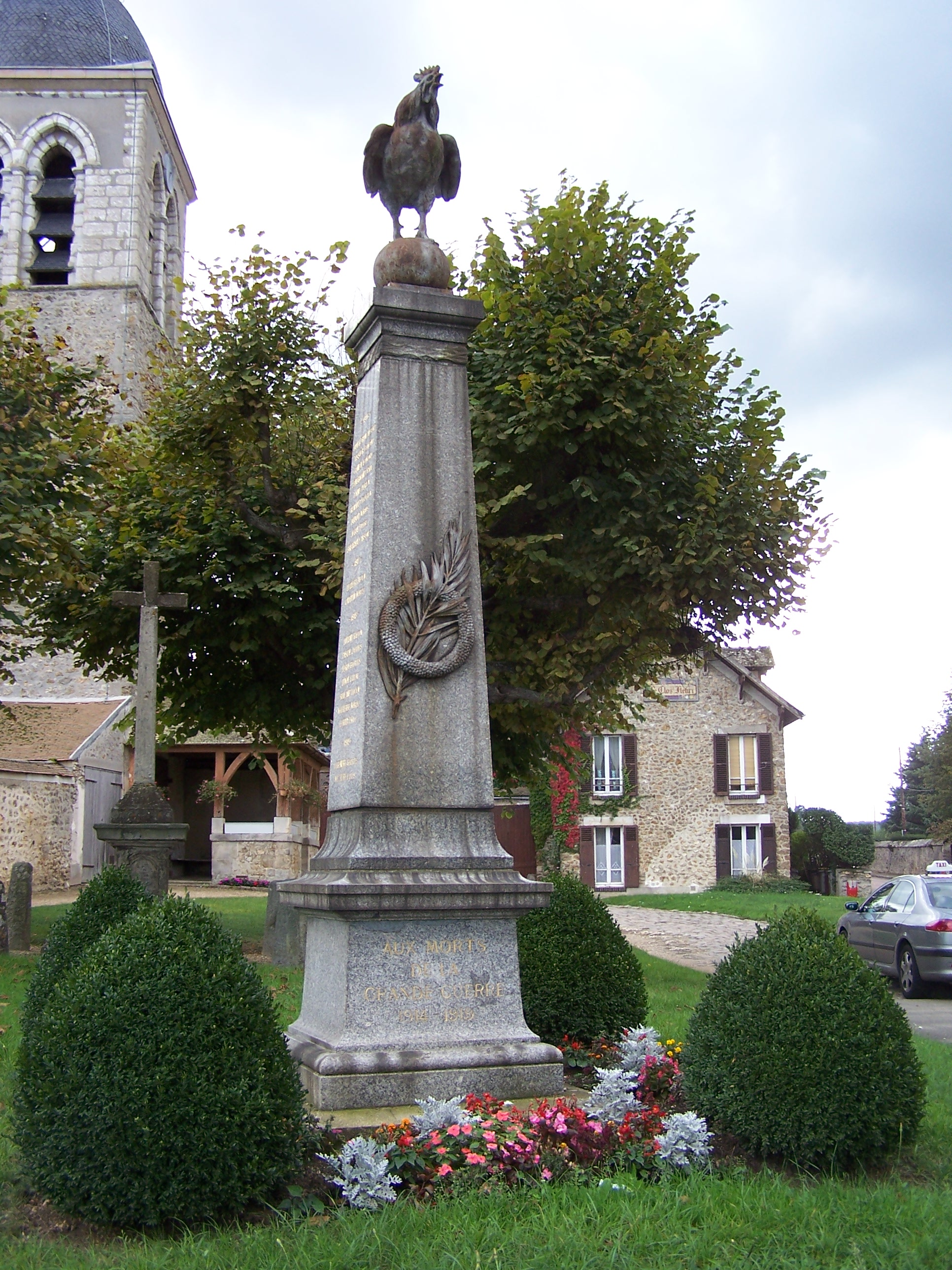
Monumentul eroilor

### Personalități
- Robert Dalban (1903-1987), actor francez, este înmormântat în cimitirul din Jouars-Pontchartrain.
- Yves Allégret (1905-1987), regizor francez, cunoscut pentru contribuțiile sale la cinematografia franceză postbelică, a trăit în comuna Jouars-Pontchartrain, unde a decedat.
- Alain Poiré (1917-2000) producător de film francez, decedat în 2000 și este înmormântat în cimitirul din Jouars-Pontchartrain, alături de fiul său Patrice, decedat în 1994, și de prietenul său apropiat, actorul Robert Dalban.

## Înfrățiri
- Statele Unite ale Americii – Hammond
- Spania – Cella